# Felipe Cabral
Felipe José Cabral (Corrientes, 13 de septiembre de 1834 - Buenos Aires, 4 de enero de 1906) fue un abogado y político argentino, que ejerció como gobernador de la provincia de Corrientes entre 1878 y 1880.

## Biografía
Se doctoró en jurisprudencia en la Universidad de Córdoba, y ejerció como abogado particular en su provincia. Pertenecía al Partido Liberal, y fue miembro de la Convención Constituyente provincial del año 1864.
Al producirse la invasión paraguaya de Corrientes, en 1865, emigró con su familia a la provincia de Entre Ríos. Allí fue elegido diputado provincial en 1866, pero casi inmediatamente regresó a Corrientes, donde fue nombrado Camarista del Superior Tribunal de Justicia de la provincia. Colaboró con la revolución que derribó al gobernador Evaristo López, y fue aliado y amigo del gobernador liberal Santiago Baibiene.
En 1874 renunció a su cargo judicial para asumir como diputado provincial en medio de una crisis política; fue uno de los diputados que logró la alianza con el Partido Autonomista, por el cual fue elegido gobernador el liberal Juan Vicente Pampín. La muerte de éstos dejó toda la provincia en manos de los autonomistas; Cabral era uno de los muy pocos diputados liberales, y se destacó en sus intentos de presionar al gobernador José Luis Madariaga.
En noviembre de 1877 se celebraron elecciones para legisladores provinciales, que a su vez elegirían al gobernador; los liberales denunciaron que el partido gobernante estaba planeando un fraude electoral en gran escala, de modo que organizaron sus propias mesas de votación y votaron separadamente. De modo que se originaron dos legislaturas paralelas, cada una de las cuales eligió a su gobernador: Manuel Derqui, por los autonomistas, y Felipe Cabral, por los liberales. El 25 de diciembre, el gobernador Madariaga entregó el mando a Derqui.
Cabral y su legislatura pidieron al presidente Nicolás Avellaneda que enviara una intervención federal a Corrientes; el interventor enviado por el presidente, Victorino de la Plaza, medió entre ambos bandos sin asumir el gobierno. En respuesta, el vicegobernador liberal Plácido Martínez se alzó en armas contra el gobierno autonomista. Tras la batalla de Ifrán, los liberales controlaron el sur de la provincia, y Cabral instaló su capital provisional en Goya. Por su parte, Avellaneda envió un segundo interventor federal, el coronel José Inocencio Arias, que no asumió el mando pero entregó armas al ejército liberal y presionó al gobierno autonomista a admitir su derrota.
Derqui decidió marchar a Buenos Aires a pedir una intervención federal que respetara su gobierno, por lo que dejó en el mando a su vicegobernador Wenceslao Fernández, mientras las tropas liberales marchaban sobre la ciudad. El 30 de julio de 1878, tras la retirada de Arias, los liberales ocuparon sangrientamente la ciudad, y el presidente de la legislatura liberal, Nicolás Ferré, asumió el gobierno. De inmediato llamó a nuevas elecciones, de la que resultó triunfante Felipe Cabral.
Asumió formalmente el gobierno el 27 de octubre de 1878; su ministro general de gobierno fue Manuel Florencio Mantilla. Entre sus gestiones de gobierno, creó el Consejo Provincial de Educación y la Escuela Normal de Corrientes.
El 9 de junio de 1880, Cabral firmó una alianza con el gobernador de Buenos Aires, Carlos Tejedor, que lo comprometía a apoyar la revolución contra el presidente Avellaneda. El gobernador correntino ofrecía reunir 10.000 milicianos, a cambio de mil fusiles y cuatro cañones que ofrecía Tejedor. Pocos días más tarde, las milicias de Corrientes atacaban el norte de Entre Ríos, mientras en Buenos Aires las fuerzas revolucionarias eran vencidas. El presidente decretó la intervención federal de la provincia.
El 16 de julio llegó a Corrientes el interventor Miguel Goyena; Cabral se retiró al interior de la provincia, con la idea de armar milicias para resistir, pero días más tarde se exilió en Paraguay. El vicegobernador Martínez volvió a hacerse cargo de las tropas, pero fue rápidamente vencido: el 3 de agosto ocurría en Ituzaingó la última batalla de las guerras civiles argentinas.
Cuando se publicó en Buenos Aires un escrito sobre la revolución correntina, Cabral escribió una Defensa de Corrientes en respuesta, pero no logró su publicación. De modo que se trasladó a Buenos Aires, donde finalmente pudo lograr que editaran su trabajo. Vivió mucho tiempo en Buenos Aires, formando parte del partido liberal mitrista, y alejado de toda actividad política. Adhirió pasivamente a la Revolución del Parque de 1890, se afilió a la Unión Cívica Nacional y en 1904 formó parte de la Convención de Notables que lanzó la candidatura presidencial de la fórmula Manuel Quintana - José Figueroa Alcorta.
Falleció en Buenos Aires en 1906.